# Saïd Aouita
Saïd Aouita (Kénitra, 2 de novembro de 1959) é um ex-atleta marroquino, especialista em provas de meio fundo.
No ano de 1985, Aouita conseguiu bater os recordes mundiais das provas de 1500 metros e 5000 metros, no espaço de apenas um mês.

## Carreira
Tornou-se conhecido aos olhos do mundo na primeira grande competição que disputou: os Campeonatos do Mundo de Helsínquia em 1983. Numa prova de 1500 metros muito táctica, à qual ele não estava acostumado, deixou-se fechar e não teve oportunidade de fazer melhor que o terceiro lugar. Após esta primeira experiência, decidiu correr os 5000 metros nos Jogos Olímpicos de 1984, em Los Angeles. Desta feita, foi ele a impor a táctica e, seguindo sempre atrás do português António Leitão até à última volta, ultrapassou-o e num sprint irresistível correu para a vitória.
A época seguinte seria uma das suas mais gloriosas. No entanto, a temporada de 1985 começaria com uma amarga derrota. Numa corrida de 1500 metros em Nice tentava-se bater o recorde mundial, estabelecendo uma marca abaixo dos 3'30". Aouita tudo tentou para a vencer, mas foi o inglês Steve Cram que se tornou o primeiro homem a correr aquela distância em menos de três minutos e meio. Nesse mesmo ano haveria de quebrar dois recordes mundiais: primeiro o de 5000 metros (13'00"40) e depois o de 1500 metros (3'29"46), retirando-o a Steve Cram cinco semanas depois da referida derrota.
Em 1986 Aouita ganhou o Grande Prémio IAAF pela primeira vez. No ano seguinte, quebraria outro recorde pertencente a Steve Cram, na prova de 2000 metros. Seis dias depois batia o seu próprio recorde mundial de 5000 metros (12'58"39), tornando-se o primeiro homem a correr a distância em menos de 13 minutos.
Nos Campeonatos do Mundo de 1987, disputados em Roma,  Aouita inscreveu-se nas provas de 800, 1500, 5000 e 10000 metros (talvez para confundir os seus potenciais adversários), mas decidiu correr apenas os 5000 metros. Após uma corrida lenta, puxada pelo queniano John Ngugi, Aouita, arrancou a uma volta do fim e chegou isolado à meta com o tempo final de 13'26"44.